# Пітер Бердслі
Пітер Бердслі (англ. Peter Beardsley, нар. 18 січня 1961, Гексхем) — колишній англійський футболіст, нападник.

## Клубна кар'єра
Вихованець юнацьких команд футбольних клубів «Ньюкасл Юнайтед» та «Воллсенд».
У дорослому футболі дебютував 1979 року виступами за «Карлайл Юнайтед», в якому провів три сезони, взявши участь у 104 матчах чемпіонату.
Згодом, з 1981 по 1983 рік, грав у складі «Ванкувер Вайткепс», з невеликою перервою на «Манчестер Юнайтед», в якому зіграв лише одного разу у Кубку англійської ліги.
Своєю грою за «Ванкувер Вайткепс» привернув увагу представників тренерського штабу клубу «Ньюкасл Юнайтед», до складу якого приєднався 1983 року. Відіграв за команду з Ньюкасла наступні чотири сезони своєї ігрової кар'єри. Більшість часу, проведеного у складі «Ньюкасл Юнайтед», був основним гравцем атакувальної ланки команди. У складі «сорок» був одним з головних бомбардирів команди, маючи середню результативність на рівні 0,41 голу за гру першості.
1987 року уклав контракт з клубом «Ліверпуль», у складі якого провів наступні чотири роки своєї кар'єри гравця. Граючи у складі «Ліверпуля» також здебільшого виходив на поле в основному складі команди. В новому клубі був серед найкращих голеодорів, відзначаючись забитим голом в середньому щонайменше у кожній третій грі чемпіонату. За цей час двічі виборював титул чемпіона Англії та став володарем Кубка Англії.
Протягом 1991–1993 років захищав кольори команди клубу «Евертон».
З 1993 року знову, цього разу чотири сезони захищав кольори команди клубу «Ньюкасл Юнайтед». Тренерським штабом клубу також розглядався як гравець «основи». І в цій команді продовжував регулярно забивати, в середньому 0,36 раза за кожен матч чемпіонату.
Починаючи з 1997 року захищав кольори низки клубів, проте в жодному з них не показував бомбардирських здібностей, тому в одній команді довго не затримувався.
Завершив професійну ігрову кар'єру у австралійському клубі «Мельбурн Найтс», за який виступав 1999 року.

## Виступи за збірну
1986 року дебютував в офіційних матчах у складі національної збірної Англії. Протягом кар'єри у національній команді, яка тривала 11 років, провів у формі головної команди країни 59 матчів, забивши 9 голів.
У складі збірної був учасником чемпіонату світу 1986 року у Мексиці, чемпіонату Європи 1988 року у ФРН та чемпіонату світу 1990 року в Італії.

## Титули і досягнення

### Командні
- Чемпіон Англії (2):

«Ліверпуль»: 1987-88, 1989-90
- Володар Кубка Англії (1):

«Ліверпуль»: 1988-89
- Володар Суперкубка Англії (1):

«Ліверпуль»: 1988, 1989, 1990

### Особисті
- Увійшов до складу команди року за версією ПФА: 1990, 1994
- Увійшов до Зали слави англійського футболу: 2007